# ブンプラ駅
ブンプラ駅（ブンプラえき、タイ語:สถานีรถไฟบึงพระ）は、タイ王国北部ピッサヌローク県ムアンピッサヌローク郡にある、タイ国有鉄道北本線の駅である。

## 概要
1908年1月24日、当駅付近を含むタイ国有鉄道北本線のピッサヌローク駅までの区間が開通。ムアンピッサヌローク郡の中心駅であるピッサヌローク駅の上り方（バンコク寄り）に位置している
タイ石油公社（PTT）の探鉱・生産子会社であるPTTエクスプロレーション・アンド・プロダクション（PTTEP）の専用線が接続しており、隣県のカムペーンペット県ラーンクラブー郡にあるシリキット油田で産出する原油が積み出され、当駅からタイ中部の製油所へ向けて多数の原油輸送列車が運行されている。

## 歴史
- 1897年3月26日 【開業】クルンテープ駅　-　アユタヤ駅 (71.08km)
- 1897年5月1日  【開業】アユタヤ駅　-　バーンパーチー駅 (18.87km)
- 1901年4月1日  【開業】バーンパーチー駅　-　ロッブリー駅 (42.86km)
- 1905年10月31日【開業】ロッブリー駅　-　パークナムポー駅 (117.75km)
- 1908年1月24日 【開業】パークナムポー駅　-　ピッサヌローク駅 (138.66km)